# Anomalotinea chellalalis
Anomalotinea chellalalis är en fjärilsart som beskrevs av Hans Rebel 1901. Anomalotinea chellalalis ingår i släktet Anomalotinea och familjen äkta malar.
Artens utbredningsområde är Algeriet. Inga underarter finns listade i Catalogue of Life.